# Stirexephanes impictus
Stirexephanes impictus är en stekelart som beskrevs av Heinrich 1934. Stirexephanes impictus ingår i släktet Stirexephanes och familjen brokparasitsteklar. Inga underarter finns listade i Catalogue of Life.